# ستانیشیچ (صربستان)
ستانیشیچ (به صربی: Stanišić) یک منطقهٔ مسکونی در صربستان است که در Sombor District واقع شده‌است. ستانیشیچ ۴٬۸۰۸ نفر جمعیت دارد.